# Trechalea
Trechalea là một chi nhện trong họ Trechaleidae.